# Aveyron (fiume)
L'Aveyron (in occitano Avairon) è un fiume del sud della Francia, affluente del Tarn.

## Geografia
La sorgente del fiume si trova vicino a Sévérac-le-Château, nell'Aveyron, e la confluenza con il Tarn è poco a nord-ovest di Montauban, presso Lafrançaise, nel Tarn e Garonna, per un percorso totale di 250 km. Lungo il suo corso il fiume attraversa paesaggi vari, come Causse de Sévérac, Pays ruthénois o Ségala, crea delle gole a partire da Najac, fino alla fine del suo percorso nel dipartimento del Tarn.

### Dipartimenti e città attraversate
L'Aveyron attraversa i seguenti dipartimenti e città:
- Aveyron (12): Sévérac-le-Château, Laissac, Rodez, Villefranche-de-Rouergue, Najac, Laguépie
- Tarn e Garonna (82): Saint-Antonin-Noble-Val, Montricoux, Nègrepelisse, Piquecos
- Tarn (81): Penne

## Principali affluenti
- Il Viaur (168.4 km)
- Il Cérou (87.4 km)
- La Vère (53.3 km)
- La Lère morte (45.2 km)
- L'Alzou (44.2 km)
- La Serène (32.2 km)
- Il Serre (29.4 km)

- La Bonnette (24.9 km)
- La Tauge (19.5 km)
- Il Grand Mortarieu (19.3 km)
- La Seye (18.6 km)
- La Baye (15 km)
- L'Assou (14 km)
- L'Olip (13.5 km)

- Il Riou Nègre (13.3 km)
- Il Ruisseau de la Brive (13.2 km)
- La Briane (11.7 km)
- La Maresque du Pas, chiamato anche la Favasse (10.8 km)
- Le Maresque de Moyrazès (10.7 km)
- Il Lenne (10.4 km)

- Il Merdans (10 km)
- Il Ruisseau de Lugagnac (9.8 km)
- Il Verlenque (9.6 km)
- L'Auterne (8 km)
- Il Trégou (6 km)